# Velkopopovický Kozel

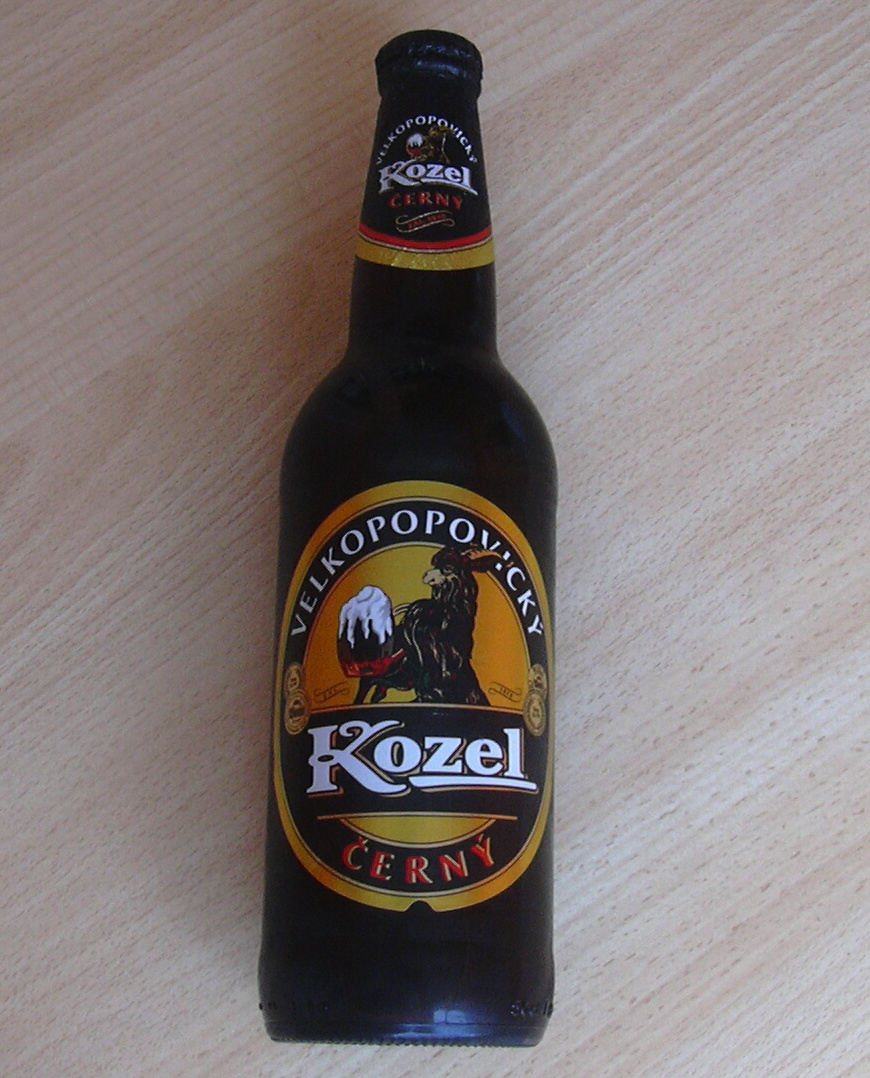
Bouteille de Kozel

La Velkopopovický Kozel  est une bière originaire de la ville de Velké Popovice, petite ville de République tchèque, dans la région de Prague. 
Elle est produite par la brasserie Pivovar Velke Popovice qui fait partie du groupe tchèque Plzeňský Prazdroj (ou Pilsner Urquell, en allemand), lui-même dans le groupe britannique SABMiller.
Kozel en tchèque signifie « bouc », et Velkopopovický signifie « de la ville de Velké Popovice ».

## Brasserie

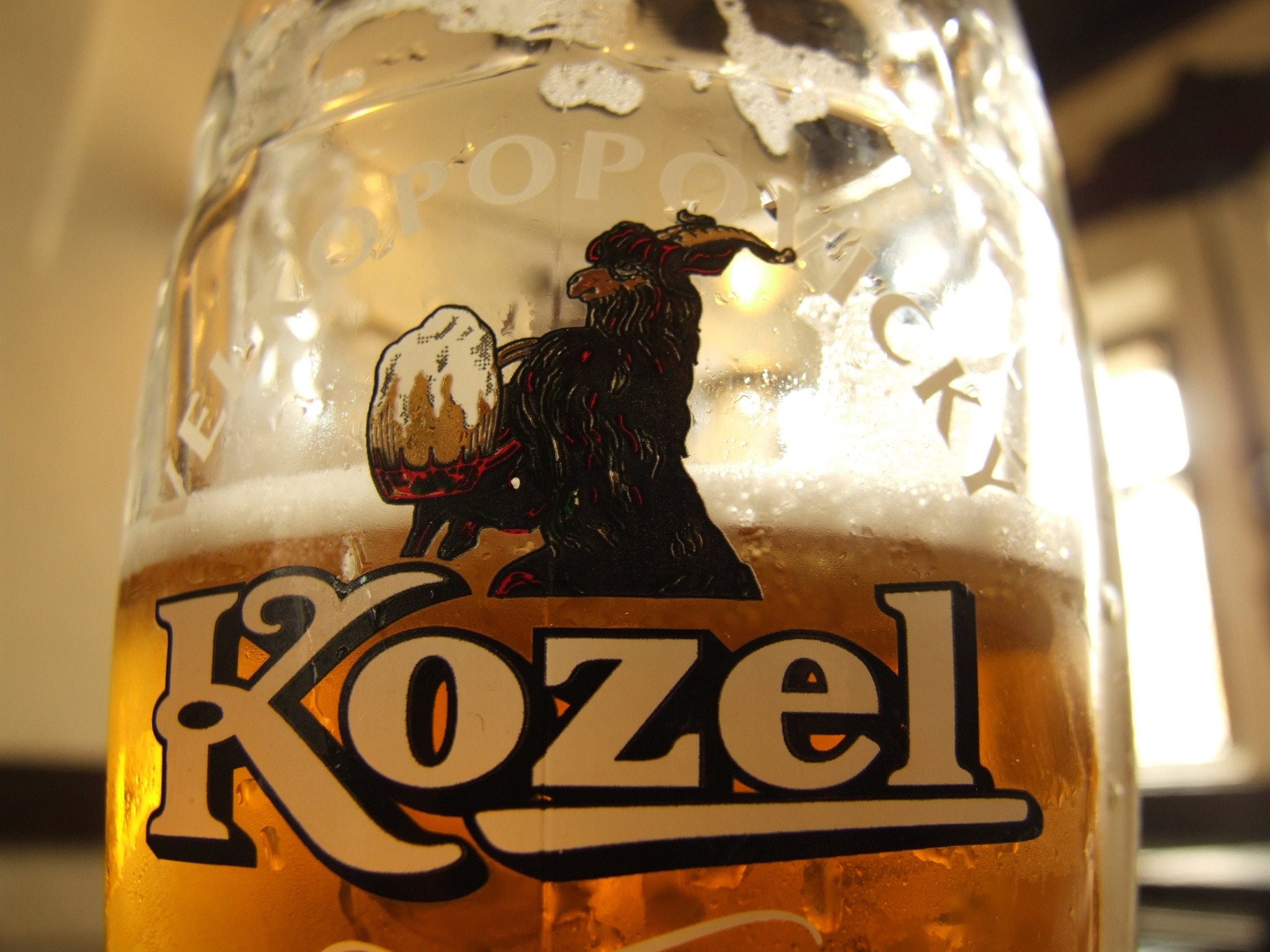
Velkopopovický Kozel

La brasserie locale appartient d’abord à des moines bénédictins. Ils sont expropriés en 1785, dans le cadre des réformes religieuses de Joseph II. La brasserie passe de main en main pour finir par être achetée, en 1870, par Frantisek Ringhoffer, maire de Smichov. Elle est alors reconstruite et dotée des équipements les plus modernes. La production reprend en 1874.
Durant la période communiste (1945 à 1989), la brasserie est nationalisée.
Elle devient en 1992 une société par actions, dont l'essentiel du capital est détenu, à partir de 1995, par le groupe Radegast. 
En mars 1999, les groupes Radegast et Plzeňský Prazdroj (Pilsner Urquell) sont réunis au sein d’un holding, avant d'être vendus, en octobre,  au groupe brassicole sud-africain SAB. SAB fusionne avec le Britannique Miller Brewing en 2002, pour devenir le géant SABMiller.
En septembre 2002, Plzeňský Prazdroj, Radegast et Popovice achèvent leur fusion, au sein de SABMiller. L'ensemble formé par ces trois brasseries tchèques prend le nom de Plzeňský Prazdroj a.s.
La production, longtemps stable, connaît dans ces mêmes années, un fort développement. En novembre 2002, Velkopopovický Kozel franchit pour la première fois le cap du million d'hectolitres annuel.

## Bières

### Velkopopovický Kozel Premium
La Velkopopovicky Kozel Premium a une « flamme » parfaite, un arôme finement malté, une agréable amertume.

### Velkopopovický Kozel 11° Medium
Bière blonde à 4,6%

### Velkopopovický Kozel Světlý
Bière blonde à 4 % vol.

### Velkopopovický Kozel Černý
Bonne bière brune à 3,8 % vol. Cerny veut dire noir en tchèque elle n'est donc pas vendue comme une bière blonde. 